# つぼのいしぶみ
つぼのいしぶみ（漢字表記では「壺の碑」、「坪の碑」、「坪石文」、その他の表記が古来から見られる）とは、坂上田村麻呂が大きな石の表面に、矢の矢尻で文字を書いたとされる石碑で、歌枕でもある。

## 概要
12世紀末に編纂された顕昭作の『袖中抄』19巻に「顕昭云(いわく)。いしぶみとはみちのくの奥につものいしぶみあり、日本のはてといへり。但し、田村将軍征夷の時、弓のはずにて、石の面に日本の中央のよしをかきつけたれば、石文といふといへり。信家の侍従の申ししは、石面ながさ四、五丈ばかりなるに文をゑり付けたり。其所をつぼと云也(それをつぼとはいふなり)。私いはく。みちの国は東のはてとおもへど、えぞの嶋は多くて千嶋とも云えば、陸地をいはんに日本の中央にても侍るにこそ。」とある。
「石面ながさ四、五丈」(12-15m)という説明は石碑としては異常であって、近世になって四、五尺(1.2-1.5m)の誤りであろうとする説も出て来る。
「つぼのいしぶみ」のことは多くの歌人その他が和歌に詠った。寂蓮法師、藤原顕昭、西行、慈円、懐円法師、源頼朝、藤原仲実、和泉式部、南部重信、藤原清輔、高山彦九郎、近藤芳樹、岩倉具視、下沢保躬、大塚甲山、山内鶯崖、大町桂月らがこの碑のことを詠っている。その内容はいずれも「遠くにあること」や「どこにあるか分からない」ということをテーマにしている。数多くの人がこの碑のことを詠ったため、有名な石であったが、どこにあるか不明であった。
多賀城碑は発見されてから、多くの人からつぼのいしぶみであるとされたが、古川古松軒や菅江真澄、南部藩の名所旧蹟を研究した「旧蹟遺聞」、喜田貞吉、松井道円、長久保赤水、江刺恒久、松浦武四郎はいずれも南部壺碑説を採っている。一方、大淀三千風や徳川光圀、林子平、高野直重、松尾芭蕉、黒川道祐、新井白石、佐久間洞巌、大巻秀詮は多賀城碑をつぼのいしぶみであるとした。橘南谿は両説を公平に扱い、碑文から多賀城碑を西のいしぶみであるとし、南部藩にあるものは「東の壺の碑」であるとした。そして、藤原清輔や西行の和歌は南部壺碑のことを詠っているものではないかとしている。

## 多賀城碑壺碑説

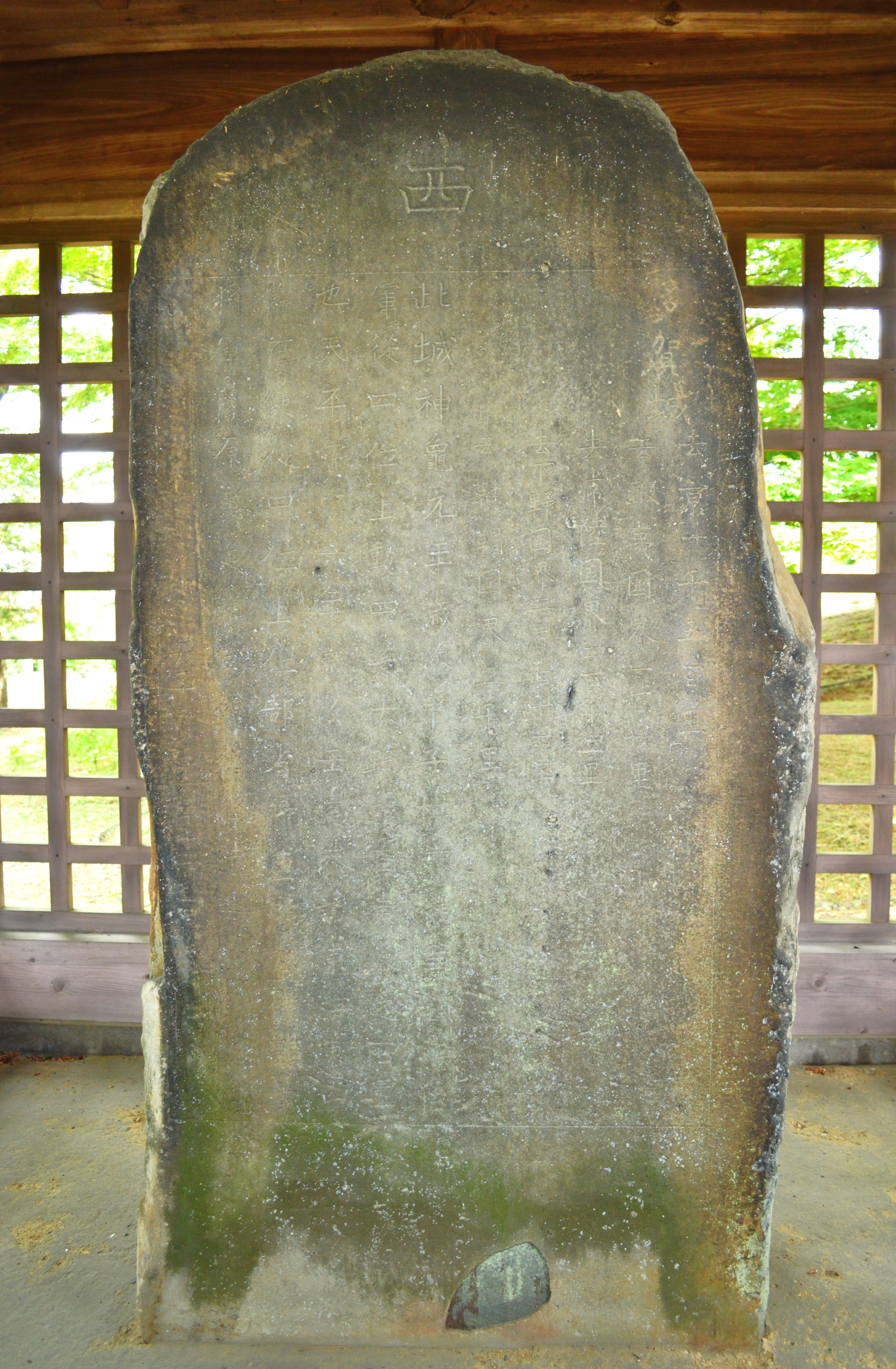
多賀城碑

江戸時代の初め頃、多賀城跡付近のある市川村で石碑（多賀城碑）が発見された。この碑は発見当初から「つぼのいしぶみ」であるとされ、当時の記録に残っており（『国史舘日録』など）、また多くの拓本もとられた。松尾芭蕉はこの碑を「つぼのいしぶみ」とし、『奥の細道』の旅中にここを訪れている。また、明治時代にも論争を呼んだ（多賀城碑偽作説）。田村麻呂が到達している地点であることは事実と一致するが、『袖中抄』にあるような、日本の中央のよしを書いたということ、「つぼ」という地名や四、五丈（12～15メートル）の石に書いたという記述とは一致しない。また彫られている天平宝字6年の西暦762年は田村麻呂が活躍する以前の年号である。
1455年（康生元年）頃、『名所追考抜書』という書に引用されている連歌師の忍誓の話で、千引石の説明の中で「雲葉和歌抄に、忍誓と申す連歌師くだりて、坪の石ふみ苔むしたるあらはして、文字書きうつし給ふ。その後見し程に、我等もうつして所持す。彼の碑の所在、高（宮ィ）城郡岡辺にあり。高森殿守護にて云々。」とある。しかし、『雲葉和歌抄』という書物は今日伝わっておらず、「我等」とする人物も不明で、書きうつしたとされる文章も記されておらず、それらを照会するすべはない。
1480年（文明12年）の奥書をもつ『西行物語』（『続群書類従』収録）には、白川の関の記事に続いて、「さてつぼのいしぶみぬさのたけゆふせんふくなどあはれにみまはして、ある野の中を過ぎけるに、ことありがほのつかのみえければ、道にあひたる人にあれは何と申すつかぞとたづぬれば、中将実方朝臣の御はかなりと申しければ、いとどかなしさまさりて…」とある。この記述からは、つぼのいしぶみが中将実方朝臣（藤原実方）の墓（宮城県名取市愛島村）に近いとも受け取ることができる。しかし『西行物語』は異本が多く、諸本の異同が甚だしい。
多賀城碑が「つぼのいしぶみ」と結びつけられたのは江戸時代のことであり、当時は古来からの歌枕を自領に置こうという動きがあった。多賀城碑が「つぼのいしぶみ」となったのも仙台藩の強い意図があったと言われている。
『文禄清談』という書物の4巻に「奥州坪石文之事」という記事がある。これは奥州宮城野の坪石文の由来を述べたものである。おおよそ、次のようなことが書かれている。昔、征夷の頃宮城野で戦いがあって、官軍が勝利し賊軍を捕らえた。賊軍は重ねて敵対しない旨の誓約文を石に彫りつけて土中に埋めた。これが坪石文である。永禄(1558-1570年)の頃、農民が畑を開墾しようとして石を掘り出した。石の面に文字が見えたので村の長に知らせ、村の長は文字を書き留めて石を元のように埋めた。その文章を見ると、大平年中大野東人軍忠ありし事、東西南北の道のりなどが記してあった、というものである。『文禄清談』の成立年台ははっきりしないが、内閣文庫のものには「寛文7年仲春摂州大坂ニテ書写ノ軍畢」と奥書があり、少なくとも寛文7年(1667年)には多賀城碑がつぼのいしぶみと呼ばれていたことは認められる。
『伊達治家記録』に、承応2年(1653年)7月21日、伊達忠宗が領内を巡見し帰城した記録がある。その後に、儒臣内藤閑斎の「封内山海之勝」という文書が付載されている。その中には領内名所旧跡が列挙され、その中には壺碑の名も見える。この文書は延宝初年(1673年)頃のものである。また、延宝年間(1673-1681年)に仙台藩の文書として『仙台領古城書上』がありその中に壺碑の記述もある。仙台藩内の文献としてはこれらがもっとも古いものである。
多賀城碑を壺碑と呼ぶことは、ほとんど発見の当初からのようで、しかもかなり早い時期から全国的に認められたと考えられる。林春斎の『国史館目録』の寛文9年(1669年)の9月17日の条に「長谷川藤信来リテ奥州壺ノ碑ノ刻文ヲ示シテ曰ク…」という記事がある。寛文の頃から仙台に滞留していた俳人大淀三千風は、天和2年(1682年)『松嶋眺望集』を刊行し、その中で壺碑の全文を紹介している。これが、全国の俳人や文雅の人々に多賀城碑を広く知らしめる役を果たしたと思われる。京都の儒医黒川道祐の『遠碧軒記』(延宝年間成立)の中で、壺の碑が紹介されている。この文章は井原西鶴の『一目玉鉾』『国花万葉記』『和漢三才図会』などの壺碑のもとになっている。松尾芭蕉は多賀城碑の予備知識を『一目玉鉾』や『松嶋眺望集』から得ていたふしがある。このように、多賀城碑は発見当初から壺碑と呼ばれていたが、歌枕のつぼのいしぶみとの関係に疑いが持たれるのは南部藩の坪石文に対する関心が生じて以降のことで、ほぼ18世紀に入ってからと思われる。もっとも、地元における里人はこの石碑を立石と呼んでいたことが伝わっている。
当碑の発見後、『碑の写し』は古物珍重の風潮により贈答品として用いられようにまでなるが、藩より「碑からの採拓」が制限されても版が起こされて摺られた『拓本』が量産され、その版木が現存している。

## 南部壺碑説

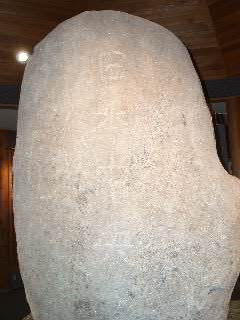
日本中央の碑

青森県東北町の坪(つぼ)という集落の近くに、千曳神社(ちびきじんじゃ)があり、この神社の伝説に 1000 人の人間で石碑を引っぱり、神社の地下に埋めたとするものがあった。
明治天皇が東北地方を巡幸する1876年（明治9年）に、この神社の地下を発掘するように命令が政府から下った。神社の周囲はすっかり地面が掘られてしまったが、石を発掘することはできなかった。
1949年（昭和24年）6月、東北町の千曳神社の近くにある千曳集落の川村種吉は、千曳集落と石文（いしぶみ）集落の間の谷底に落ちていた巨石を、伝説を確かめてみようと大人数でひっくり返してみると、石の地面に埋まっていたところの面には「日本中央」という文面が彫られていたという。
この地区には田村麻呂は到着していないし、実際に都母（つも）に行ったとされる武将は文屋綿麻呂である。しかし、多くの古い事柄を有名な英雄である坂上田村麻呂に関係づける傾向がこの地方に多い。もしも実際に文屋綿麻呂が書いたとすれば811年（弘仁2年）頃の出来事になる。
発見後、新聞社や学者が調査を行うが、本物の「つぼのいしぶみ」であるとする鑑定がはっきりと出されていないのが現状である。これは、『袖中抄』の記述とは一致するが、常識とは異なる「日本中央」という文面や、多賀城碑の存在、田村麻呂が現地に到達していないという問題、一見して達筆であるとは言えない字の形、発見時に学者らの調査以前に拓本をとるため表面を必要以上に綺麗にしてしまった問題などが鑑定に影響を及ぼしている。
現在、日本中央の碑保存館の中にこの石碑は保存されている。

### 地名としてのつぼのいしぶみ
鴨長明が13世紀初め頃に著した『発心集』には「…夷があくろ、つかる、つぼのいしぶみなどという方にのみ住みけるとかや。」とある。あくろとは喜田貞吉は地名であるとし、また「つかる」は津軽であるからこれも地名である。同様にここでは「つぼのいしぶみ」も地名として使われている。また『延喜本平家物語』では「いかなるあくろ、つかろ、つぼの石ふみ、夷がすみかなる千島なりとも…」とありここでも地名として扱われている。また、『長門本平家物語』や『延慶本平家物語』にも同様な表現が見られる。

### 千引の石とつぼのいしぶみ
15世紀の作と思われる謡曲『千引』でもつぼのいしぶみが出てくる。概要は「陸奥の壺の碑に千引の石という巨石があった。この石に魂があり、人を取るので捨てようとして各戸から人を徴集した。若い貧しいつぼこという娘がいたが、男手が無かったため一人男に混じって徴集されることを悲しみ、村を出る決意をしていた。娘には以前から契りを結んでいた男がいた。娘の憂いを聞き、自分が千引の石の精であることを明かした。自分はたとえ千人に引かれても動かないが、娘が引くならやすやすと引かれようと約束をする。当日、千人の男が引いても石は動かなかったが、女が一人引くと大石は軽々と動いた。それ以来、村人は娘を観音の化身とあがめ、娘は富者となった」というものである。南部の坪地方に伝わる伝説はこの謡曲とほとんど同じ内容である。この謡曲ではつぼのいしぶみは地名として扱われており、千引の石とは違うものであった。
双方の石を結びつけて考えたのが、水戸藩の地理学者の長久保赤水であった。赤水は1760年『東奥紀行』で多賀城碑は単に多賀城修繕碑であり、つぼのいしぶみはかつて南部の壺村にあって、日本中央と記されていたが、石文明神として祀られて無くなった石碑だとした。その後のつぼのいしぶみについて述べる学者の多くが赤水の説に賛同をした。古川古松軒や菅江真澄らが長久保赤水の説に賛同している。（菅江真澄は文面や距離的な問題から多賀城碑はつぼのいしぶみではないと主張している。また、南部藩士の清水秋全は多賀城の碑文を見て「あれは単なる東西南北の遠近を記してるだけで尊く深い意味は無い。壺碑は南部坪村にあり日本の中央と云う意味深長なる銘文は誠に深い理由がある」と書いた。）
それに対し、1801年（享和元年）伴蒿蹊は『閑田耕筆』で、千曳神社の石は千引の石で、壺碑ではなく、壺碑は大水に流されてしまったのだという話を伝え、壺の名は壺川によるものであり、また多賀城碑も壺碑ではなく、東の碑、西の碑という説も採りがたいとした。

### 「日本中央」という銘文について
南部藩士の清水秋全は多賀城の碑文を見て「あれは単なる東西南北の遠近を記してるだけで尊く深い意味は無い。壺碑は南部坪村にあり日本の中央と云う意味深長なる銘文は誠に深い理由がある」とした。
「日本中央」という文面の問題は、喜田貞吉は、千島列島を考慮することで問題は解決するとした。
「日本」という名前を蝦夷の土地に使っていた例があり、蝦夷の土地の中央であるから「日本中央」であるという説もある。津軽の安藤氏は日之本将軍を自称し、しかもそれが天皇にも認められていた。また、豊臣秀吉の手紙でも奥州を「日本」と表現した例がある。ただこの場合、読みは『ひのもと』となる。日本の国号は最初は「倭」や「大和」であり、蝦夷地を「日本」や「日ノ本」と呼んだが、征夷後に大和は雅名をとって自分の国号とした。このことは『新唐書』『旧唐書』にも記述されている。

## 江戸時代の論議
1691年（元禄4年）、水戸藩の丸山可澄が、徳川光圀の命を受けて奥羽各地の史料調査を行い、多賀城の壺碑も調べた後に、七戸から野辺地に向かう途中、石文村、坪川などを通り、小山の石文神社に参拝した。縁起を見たいと思って尋ねたが果たせなかったという。丸山はそのことを『奥羽道記（おううみちのき）』に記しているが、その中につぼのいしぶみという名は出て来ない。
元禄（1688年-1704年）の頃、南部藩を漫遊し花巻に住んだ松井道圓という医師がいて、『吾妻むかし物語』を著した。その中に、「奥羽名所旧跡所々相違ある事」という一条がある。壺碑、野田の玉川、磐手の山など、仙台領にも南部領にもあるが、南部領内の方が理があるという趣旨の文である。「宮城郡市川の立石といへるを壺の石碑と名づくるは後人附会の説なるべし。故は立石を石文とはいふべし、壺とはいかでいふべき。実は糠部郡七戸の内壺村にこれあり。碑名今は絶えたり。」と記している。
18世紀の中頃、南部藩の学者清水秋全が、『名所追考抜書』という書の余白に自分の意見を書き入れている。「寛延3年（1750年）春3月、君命を蒙り、仙台の石碑真偽矣を見にまかりしに、其処に古城のあとあり、図に記して奉りぬ。予、石碑の図を見侍るに是は東西南北の遠近を記せるのみにて貴む可き義みえず。壺碑、南部七戸に坪村にありて古へよりに名処、証歌に明か也。殊に勝れたる文あり。日本の中央と有り。意味深長にして尊む可し。東極にありて中央と云事誠に故ある哉。」とした。また本文に「坪村の名は後生の人私に付けし事か」と書いているのに対し「坪村在名何ぞ私になづくべき。古よりの石ふみ有、出所明か也。石碑は仙台に幾らありといへども、壺といふ在名あらざる故偽也。」とし「仙台の曲（くせ）にて、ややもすれば南部御領の名所を誠しやかに取り、美を尽くし置故に、廻国のよすてびと亦は虚実を知らざる類族（たぐいのやから）、仙台の方にある似たる名所を実（まこと）と思ふは、目無く心無く文盲に至り言語に絶たり。」と記している。この時点では南部藩のつぼのいしぶみは世の中に知られていなかったが、その後、まもなく水戸の地理学者の長久保赤水の『東奥紀行』が著され、これがかなりの影響を世の中に与えた。
1778年（安永7年）4月、平沢旭山が多賀城を訪れて多賀城碑を見て、城跡の基礎石を確かめた。5月に七戸に至って、坪石文のことを聞き、坪村、坪川、千曳などの地名を知り、坪石文を尋ねて歩いたが見ることはできなかった。彼はこれを『遊奥暦』に記している。
1785年（天明5年)橘南谿が東国を旅し『東遊記』をまとめた。その中で、多賀城碑について詳記した後に、東の壺碑というものが南部の壺山という山に存すること、その石碑は氏神として祭られ、みだりに開くことがないので、拓本が世に広まることもないこと、碑面の上部に東という大字を彫りつけてあること、多賀城碑は西という大字を有するから、東の碑も当然あるはずだとした。この説は後に武田信英（『草廬漫筆』、19世紀中葉）などが継承している。
1788年（天明8年）には古川古松軒、菅江真澄などが相次いで南部藩を訪れ、壺碑は南部の千引明神に埋められているものが真碑であることを書き残している。
石原正明によって享和年間（1801年）から文化元年（1804年）に著された『年々随筆』や、栗原信充によって1819年（文政2年）に著された『柳庵随筆』では、多賀城碑は壺碑ではなく、南部の碑が本物である由を書いている。
1806年（文化3年）に南部藩内で上梓され、三輪秀福らが著した『旧蹟遺聞』の巻4の「壺碑、千曳神社」の項では「つぼの碑は北郡七戸と野辺地との間に、壺村、石文村といふところあり。この所にむかし碑ありしゆゑに壺碑と名づけしといひ伝ふ。今はその碑なし。」としている。
江戸時代後期の南部藩の儒学者、市原篤焉が編纂した『篤焉家訓』でも「七戸の壺と云在名正しきが上に、壺川と云うる古き名の残りし川に、石面四、五丈計なる岩あり。其岩のある所を杉渕と云。昔は川岸に此岩あり。今は川岸崩れて岩のなかば川水に横たわる。日本中央といへる文字も土中の方に成たるへし。壺の在名（小村なり、高三十石）同壺川ある上は不可疑、正しき碑也」と朱書きされていて、少なくとも江戸時代後期には南部壺碑が川の中にあったとする説は存在しており、谷底にあったとする巨石の記述も複数あった。

## 明治時代以降の論議
1870年（明治3年）松浦武四郎は『壺の碑考』で多賀城説を唱えた伊達藩主と佐久間洞巌が「文を舞わした」と批判した。
1870年-1871年（明治3-4年）に江刺恒久が南部藩士の命により編集した『奥々風土記』では、千曳神社の解説として坪村の壺子に関する口碑を述べ、その石を埋めて明神を祀ったものとし、その石を昔坪村にあった石碑だから世俗坪の石碑と言ったとし、その坪村は『日本後紀』の条に見える都母村であるとした。
1872年に編纂された『新撰陸奥国誌』では壺の碑と千曳神社の石は別個のものであるとしている。壺の碑は洪水のために流出したが、坪川の杉渕に姿を見せていると記されている。
1892年に田中義成は多賀城碑は佐久間洞巌の偽作であるという説を提示した。
1911年に大槻文彦は佐久間が伊達藩の家臣として活躍する以前に既に多賀城碑は存在していることを資料によって明らかにし、多賀城碑真碑説を唱えた。しかし1915年（大正4年）に大槻文彦は、佐久間洞巌 纂述の『増補多賀城碑考』の序で、諸説が多賀城碑を壺碑としているが、古歌によると壺碑は陸奥の極北にあることを示しているということから、この両碑はまったく別物で、『袖中抄』にいう「つぼ」は『日本後記』にいう都母村で、青森県上北郡、七戸の北にある坪村、坪川という地名がそれに当たるとし、南部壺碑説が妥当であるとした。坂上田村麻呂が日本中央と記したことや、千引の石などということは信じられないが、何かの碑に関する伝説はあったのだとした。
1925年（大正14年）に喜田貞吉は文室綿麻呂は都母に到達していること、「つぼのいしぶみ」は地名として取り扱われていることから、坪村地方には古碑伝説は本来無かったとし、多賀城碑説も問題にならないとして、つぼのいしぶみは本来どこにもなく、単なる歌枕に過ぎないとした。
石文集落からの石について、青森県の地方史家の葛西覧造は彫られている文字が新しいことと、偽作の事実を知っている者があることから、近代の偽作であるとした。
1951年（昭和26年）中道等は『甲地村誌』で、表面に彫られている文字も相当古いが、実はその下にさらに古い文字が読み取れ、史的価値に富むものだとしている。
1956年（昭和31年）に吉田良一は「日本史上の青森県」で「平安時代のものでないにしても、近頃の偽作であると簡単に片付けることはできない。『日本中央』という文字の意味については色々解釈もあるが、とにかくその碑があったことは信じてよいと思うし、またそれは上北郡にあったもので、文屋綿麻呂と関係があると見てよかろう。」とした。
金沢規雄の「『おくのほそ道』研究」「歌枕の伝承とその定着過程」、平川南の「多賀城碑研究史」などの論では、いずれも壺碑は古代末から中世始めにかけて生まれた歌枕の一つであって、みちのくにゆかりを持つものではあるけれども、その正体も所在も不明であること、十七世紀に多賀城碑と同一視され、その後南部所在説が現れたが、歌枕のつぼのいしぶみは、多賀城碑とも南部の壺碑とも無関係の幻の碑であることを論じた。
2012年（平成24年）に青森大学学長であった盛田稔は、現在保存・展示されている「日本中央の碑」は後世の偽作であるとしている。盛田は、この石が鉄道を敷く時に無蓋貨車に乗せてきて、下の沢に落とした物であることを、地元で故人の地方史家から他言無用の約束で聞いたとしている。しかし同時に、つぼのいしぶみ伝説について謎は全くないとし、文室綿麻呂が811年に蝦夷と戦ったとき、軍を引き上げるに際し対面を保つために、今後叛意を示さない限りここはお前たちの土地であるとの印に、蝦夷の中央の意味の「日本中央」と書いて与えたものだとしている。